# Ненапряжённый огублённый гласный среднего ряда верхнего подъёма
Ненапряжённый огублённый (огу́бленный) гласный среднего ряда — гласный звук, присутствующий в некоторых языках мира. В алфавите МФА может быть представлен символом ʊ̈, как вариация звука ʊ (ненапряжённый огубленный гласный заднего ряда верхнего подъёма) среднего подъёма, или же символом ʉ̞ — как сниженный подъём звука ʉ, огубленного гласного среднего ряда верхнего подъёма. Также изображается символом ᵿ.

## Примеры
| Язык       | Язык       | Слово    | МФА         | Значение  | Примечания                                                                   |
| ---------- | ---------- | -------- | ----------- | --------- | ---------------------------------------------------------------------------- |
| Английский | Английский | euphoria | [jʊ̈ˈfɔəɹiə] | 'эйфория' | Представляет собой безударный редуцированный вариант английского звука /uː/. |
| Русский    | Русский    | ютиться  | [jʉ̞ˈtʲit͡sə] | 'ютиться' | Случается только между палатализованными согласными в безударном слоге       |